# 指数体
数学における指数体（しすうたい、英: exponential field）は、体であって、その元に対して通常の指数函数の概念を一般化した演算を追加で持つものを言う。

## 定義
確認体とは、元の集合 F とその上の二つの二項演算 "+", "⋅" を持つ組  (F, +, ⋅, 0F, 1F) として与えられる代数的構造で、加法 "+" は単位元 0F を持つアーベル群、乗法 "⋅" は F から 0F を除いた集合 F* ≔ F ∖ {0F} が単位元 1F を持つアーベル群となり、なおかつその乗法は加法の上に分配的—任意の元 a, b, c ∈ F に対して a⋅(b + c) = (a⋅b) + (a⋅c)—のことであった。
体 (F, +, ⋅, 0F, 1F) がさらに函数 E: F → F で性質 {\displaystyle {\begin{aligned}&E(a+b)=E(a)\cdot E(b)\qquad (a,b\in F),\\&E(0_{F})=1_{F}\end{aligned}}} を満たすものを持つとき、F は指数体であると言い、函数 E を F 上の指数函数と呼ぶ。すなわち、体上の指数函数とは F の加法群 F+ = F から F の乗法群 F× = F* への群準同型を言う。

## 自明な指数函数
任意の体上には自明な指数函数（具体的には、任意の元をその体の乗法単位元へ写す零準同型）が存在する。その意味では任意の体は（自明な）指数体でもあるから、数学的な興味は非自明な指数函数を持つ体に対してこそ持たれる。
指数体の定義にその標数が零であることを課す場合もある。というのも、正標数の体では指数函数は自明なものしかないからである。このことを見るには、まず標数 p > 0 の体の任意の元 x に対し {\displaystyle 1=E(0)=E(\underbrace {x+x+\dotsb +x} _{p{\text{ terms}}})=E(x)E(x)\dotsb E(x)=E(x)^{p}} となることに注意する。したがって、フロベニウス自己準同型も勘案して {\displaystyle (E(x)-1)^{p}=E(x)^{p}-1^{p}=E(x)^{p}-1=0} となるから、任意の x に対して E(x) = 1 を得る。

## 例
- 実数全体の成す体 ℝ は—より精確には、通常の実数の加法・乗法および実数の 0・1 との組 (ℝ, +, ·, 0, 1) として—、無数の指数函数を持つ。その一つは通常の指数函数 E(x) ≔ ex であり、これが所期の性質 ex+y = ex⋅ey および e0 = 1 を満たすことはよく知られている。この指数函数を備えた順序体 ℝ を考えれば、順序実指数体 ℝexp ≔ (ℝ, +, ·, <, 0, 1, exp) が与えられる。
- 任意の正実数 a > 0 に対して ℝ 上の指数函数 E(x) ≔ ax が所期の性質を満足するものとして与えられる。
- 実指数体の複素数版として、複素指数体 ℂexp ≔ (ℂ, +, ·, 0, 1, exp) が存在する。
- Boris Zilber が構成した指数体 Kexp は、重要なことに、指数函数を持つ体に関するシャニュエル予想（英語版）と同値な定式化を満足する[4]。この指数体は実際には ℂexp であろうと予想され、それが事実と示されればシャニュエル予想を証明するものとなる。

## 指数環
台となる集合 F が体となるという仮定を、単に環 R という仮定に置き換えて、それと同時に指数函数に対する仮定も R の加法群から R の単数群への群準同型に緩めれば、指数環 (exponential ring) と呼ばれる対象が定まる。
非自明な指数函数を持つ指数環の例が、有理整数環 ℤ に函数 E は偶数に +1, 奇数に −1 を対応させるもの、つまり n ↦ (−1)n とすれば与えられる。ℤ 上で指数函数の条件を満足するものは、これと自明なもののみである。

## 未解決の問題
指数体はモデル理論においてよく研究されており、Zilber によるシャニュエル予想に関する仕事のように数論との間の結びつきがしばしば導かれる。1990年代には ℝexp がモデル完備であることが証明され、ウィルキーの定理と呼ばれる。この結果とパフ函数に関する Khovanskiĭ の定理を併せれば ℝexp が o-極小でもあることが示される。他方、ℂexp はモデル完備でないことが知られている。決定可能性の問題は未解決である。アルフレッド・タルスキ―が ℝexp の決定可能性の問題を提起したので、こんにちではそれをタルスキーの指数函数問題と呼ぶ。実数版のシャニュエル予想が真ならば ℝexp が決定可能であるということは知られている。

## 注